# Desintox, Inc.
Desintox, Inc. (titre original : Quitters, Inc.) est une nouvelle de Stephen King qui fait partie du recueil Danse macabre publié en 1978.

## Résumé
Dick Morrison rencontre par hasard Jimmy McCann, un ami d'enfance, qui lui confie qu'il a réussi à arrêter de fumer grâce à la société Desintox, Inc., dont le taux de réussite atteint 98 %, et que cela a changé sa vie pour le mieux. Un mois plus tard, Morrison, qui a des problèmes dans sa vie conjugale et professionnelle, se rend chez Desintox, Inc. et y rencontre Vic Donatti, l'homme qui prendra en charge son traitement. Donatti lui explique qu'il va être placé sous étroite surveillance pendant un an par des employés de la société et que chaque infraction à sa désintoxication du tabac sera sanctionnée par des « punitions » infligées à sa femme ou à son fils, et dont l'intensité ira croissant. Morrison est choqué mais Donatti lui fait comprendre qu'il n'a plus le choix maintenant qu'il a signé. Il sous-entend également que les 2 % d'irréductibles qui continuent à fumer après neuf infractions sanctionnées sont éliminés.
Lors des semaines suivantes, Morrison lutte contre son envie de fumer et finit par craquer alors qu'il est dans un embouteillage. Donatti fait alors enlever sa femme, Cindy, et la soumet à des décharges électriques sous les yeux de Morrison. Ce dernier arrête alors définitivement de fumer. Quelque temps plus tard, Donatti le recontacte à nouveau pour le soumettre à une pesée et fixe un poids maximum que Morrison ne devra pas dépasser sans quoi il fera couper l'auriculaire de sa femme. Morrison se maintient en forme, obtient une promotion et ses relations avec Cindy s'améliorent grandement. Presque deux ans plus tard, il rencontre à nouveau McCann et s'aperçoit qu'il manque un auriculaire à la femme de celui-ci.

## Thèmes
Pour Michael R. Collings, cette nouvelle fait partie d'une série de quatre histoires du recueil Danse macabre qui jouent chacune avec « un élément fondamental de la vie contemporaine », la frustration dans ce cas particulier.

## Adaptations
Desintox, Inc. a été adaptée au cinéma en 1985 dans le cadre du film à sketches Cat's Eye, réalisé par Lewis Teague, avec James Woods dans le rôle de Dick Morrison et Alan King dans celui de Donatti.
Le film indien No Smoking (2007) n'est pas une adaptation officielle de la nouvelle mais son intrigue en est fortement inspirée.